# Tomažja vas
Tomažja vas este o localitate din comuna Škocjan, Slovenia, cu o populație de 107 locuitori.